# Exposição artística

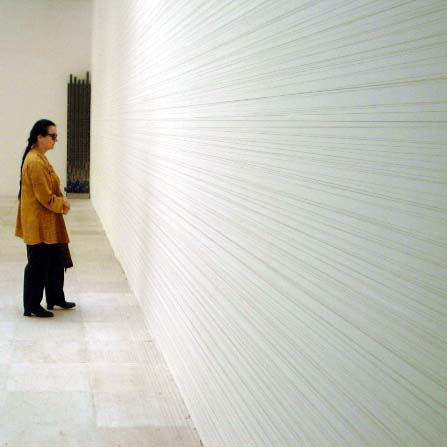
Exposição na Bienal de Veneza 2001

Uma exposição artística (ou exposição de arte) designa tradicionalmente o espaço e o tempo onde objetos de arte vão ao encontro de um público (espectador). A exposição é normalmente organizada em função de um período de tempo definido, por oposição a uma «exposição permanente».
Uma exposição pode apresentar pinturas, desenhos, fotografias, esculturas, instalações, trabalhos em vídeo, som ou performances de artistas ou de grupos de artistas, assim como colecções de uma forma específica de arte. As obras podem ser expostas em instituições especializadas (museus, centros de arte), em galerias privadas, ou em locais cuja função principal não é nem a exposição nem a venda de arte (câmaras municipais, átrios de empresas, espaços abandonados, etc.). Existe uma distinção relevante entre as exposições que se destinam à venda das obras e aquelas com o intuito educativo e de divulgação.

## Tipos de exposições
- Retrospectivas
- Exposição permanente
- Exposição de grupo
- Exposição temática
- Exposição itinerante

## História das exposições artísticas
A prática das exposições de arte remonta pelo menos a 1673, quando a instituição real francesa de patronato artístico, a Academia Real de Pintura e Escultura, uma divisão da Academia de Belas Artes, organizou a sua primeira exposição semi-pública de obras de arte no Salon Carré. Este foi o início de um tipo particular de exposição regular onde qualquer artista podia submeter obras para exposição. Este tipo de exposição tornar-se-ia importante, e seguidamente controverso, nos séculos XIX e XX, servindo de estímulo ao desenvolvimento do academismo. Assim, o estudo da história da arte destes séculos não pode ser feito sem haver referências a estas exposições frequentes, que se multiplicaram por todas as nações ocidentais. As maiores exposições foram o Salão de Paris, organizado desde 1725 no Louvre, e em Londres a exposição da Royal Academy (Royal Academy Summer Exhibition) organizada anualmente desde 1769.
A história Americana das exposições de arte moderna tem início em Nova Iorque em 1913 com o Armory Show, onde as vanguardas europeias foram presentes pela primeira vez aos Estados Unidos. A nona exposição Street art (9th Street Art Exhibition) foi uma exposição histórica pela inauguração de novos movimentos artísticos e apresentação de artistas da vanguarda nova-iorquina.
A exposição internacional de arte contemporânea mais notável é provavelmente a Documenta, realizada anualmente desde 1955 em Kassel na Alemanha, apresentando os artistas internacionais mais relevantes e as novas tendências. De influência similar, a Bienal de Veneza em Itália, organizada a cada dois anos, apresenta obras repartidas por pavilhões de diferentes países.
As exposições artísticas são habitualmente inauguradas por uma vernissage, aberta ao público em geral ou reservada a convidados. A maioria das exposições elabora catálogos, onde estão presentes fotografias das obras e comentários de especialistas. Os catálogos são na sua maioria obras impressas, embora algumas exposições actualmente façam uso de suportes digitais.